# Parc national de Karimunjawa
Le parc national de Karimunjawa (ou Karimunjava ou Crimon Java) est un parc national marin localisé dans les îles Karimunjawa, situées dans la région du Java central à 80 kilomètres de Jepara dans la mer de Java. Il a été créé en 2001.
Le parc est également une attraction touristique pour ses plages de sable blanc, ses récifs de coraux, ses chemins de randonnée dans la montagne, le pèlerinage du cimetière de Sunan Nyamplungan et la culture et les traditions de la communauté Karimunjawa.

## Écosystème

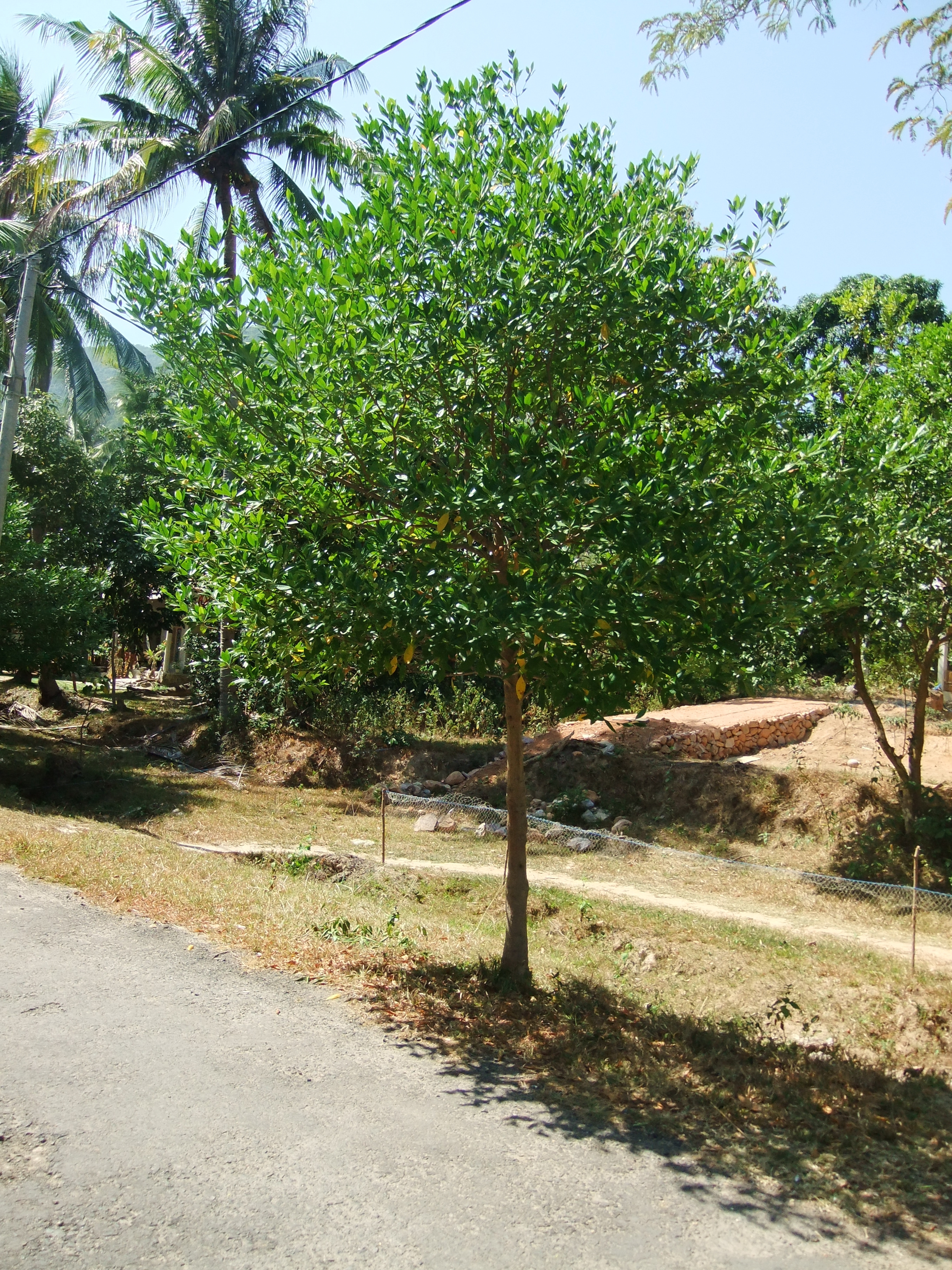
Exemple de flore à Karimunjawa.

De nombreux chercheurs ont été attirés par la biodiversité et les forêts primaires des îles Karimunjawa. Pendant la période des Indes orientales néerlandaises, de nombreux botanistes néerlandais s'y sont rendus pour étudier parmi lesquels Teijsmann (en 1854), Koorders (en 1886), Schlechter (en 1910) et Dammerman (en 1926).
Karimunjawa accueille cinq types d'écosystèmes : récif de corail, herbier marin et varech, forêt de mangrove, forêt côtière et forêt tropicale. De l'eau douce se retrouve dans de petits puits et des ruisseaux forestiers.

## Conservation
Le parc national de Karimunjawa est l'un des six parcs marins d'Indonésie.
Il est divisé en quatre zones :
- zone sanctuaire (1 299 hectares) : il s'agit d'une zone sur les îles de Burung et Geleang où les prélèvements sont interdits ; les activités de recherche y sont autorisées ;
- zone sauvage (7 801 hectares) : la recherche y est autorisée et l'activité touristique dans certaines limites ; elle inclut Krakal Besar, Krakal Kecil, Menyawakan, Cemara Besar, Cemara Kecil, Bengkoang et une partie de Karimunjawa et des îles Kemujan ;
- zone d'utilisation (4 431 hectares) : elle comprend Menjangan Besar, Menjangan Kecil, Kembang, Kembar, Karang Katang, Karang Kapal, Parang, Karimunjawa et Kemujan ;
- zone tampon (98 093,5 hectares) : elle inclut Karimunjawa, Kemujan, Parang et Nyamuk ; ces îles sont inhabitées.

Le parc occupe au total un peu plus de 1 101 km2.

## Population humaine
La population du district de Karimunjawa est de 8 842 habitants. La plupart vivent de la pêche. La communauté de Karimunjawa regroupe différents groupes ethniques, des Javanais, des Madurais, des Bugis, des Mandars, des Bajaks et des Luwus. Les Javanais sont connus pour leur activité dans l'agriculture et la fabrication d'outils. Les Bugis gèrent les cultures marines, souvent en association avec les pêcheurs. Les Madurais produisent du poisson salé.

## Tourisme
L'archipel est accessible par avion depuis Semarang ou Surabaya. L'aéroport Dewandaru est situé sur l'île Kemujan mais depuis la pandémie de Covid 19, il n'y a plus de ligne régulière. Une ligne de ferry existe également entre le port de Jepara et l'île de Karimunjawa. 
Menjangan Kecil, Menjangan Besar, Tanjung Gelam, Legon Lele, Genting, Kembar, Parang, Cemara et les îles Krakal sont des destinations maritimes populaires pour la navigation, le surf, le ski nautique, la plongée et les plages. Les îles Bengkoang  et Kemujan sont des sites de camping. Les montagnes de Bukit Bendera, Bukit Gajah et Legon Goprak proposent des circuits de randonnées.
Le village de Karimunjawa propose des accueils chez l'habitant et de nombreux hébergements touristiques.